# 拉齐维乌家族
拉齐维乌家族（波蘭語：Radziwiłł）是一个出身于立陶宛的国际性家族。其也是先在立陶宛大公国，随后在波兰立陶宛联邦和普鲁士享有很大特权的上等贵族家族。该家族在立陶宛、白俄罗斯、波兰、德国（主要在普鲁士）等国的，乃至整个欧洲历史及文化当中，名人如云。拉齐维乌家族从神圣罗马帝国得到“亲王”头衔。该家族自16世纪起到1939年为止建造的一系列建筑被列入世界遗产名录中， ，而白俄罗斯、芬兰、立陶宛、波兰、俄罗斯和乌克兰在2008年联合提出将拉齐维乌家族档案列入世界记忆名录，而该家族档案在2009年被正式列入名录中。

## 名称与起源

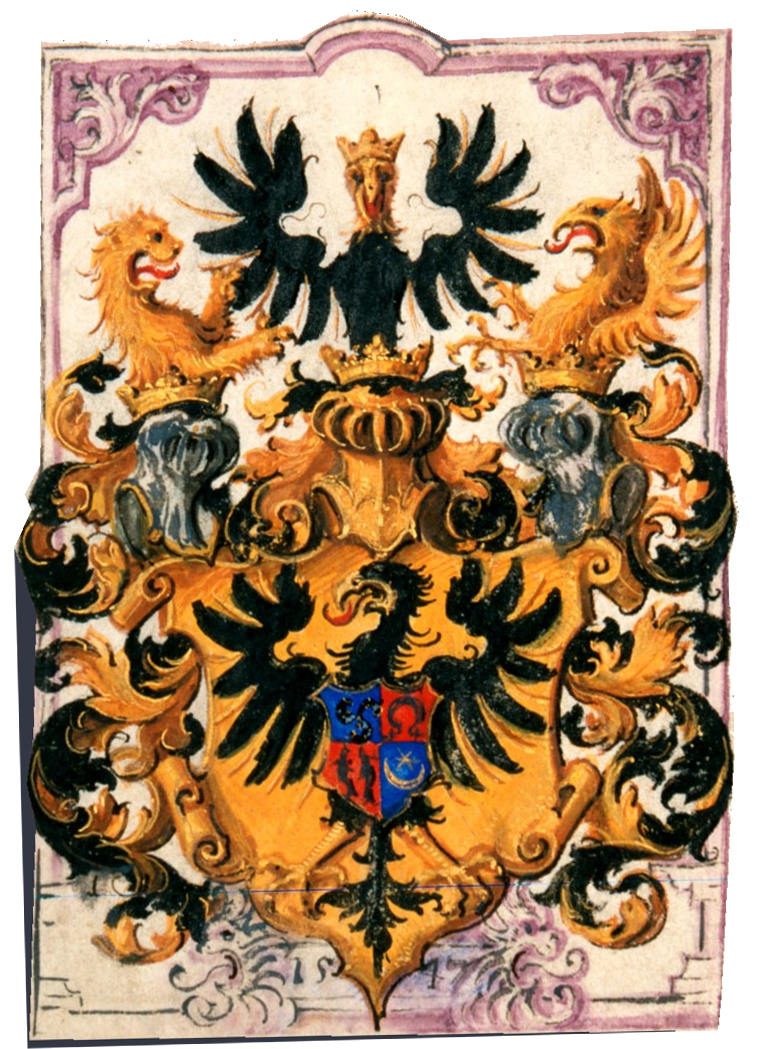
家族纹章，在1547年由神圣罗马帝国皇帝赐予

拉齐维乌家族是已断绝的立陶宛贵族家族阿斯蒂开家族的直系分支。这个家族的姓氏起源于拉德维拉·阿斯蒂卡斯的名，拉德维拉的一个儿子米卡洛尤斯·拉德维拉把他的父名用作该家族的姓氏。
该家族起源于积极参与15世纪立陶宛大公国政治事务的小贵族公爵朝臣。除了家族发祥地——克尔纳韦附近土地的财产外，拉齐维乌家族也继承了特兰比纹章。
米卡洛尤斯的儿子中的三个——米克瓦伊、扬、和耶日继续将该家族分为三个支系。
拉齐维乌家族被分为以下三个分支：
- 戈尼阿兹-梅特利艾支
- 比尔扎伊-杜宾吉艾支
- 内斯维治-克莱茨克-奥利卡支

戈尼阿兹-梅特利艾支在下一代时便断绝了，因为米克瓦伊只有一个儿子——米克瓦伊三世，后者成为神职人员，后来成为了萨莫吉希亚主教，因此没有子嗣来继承这一支系。
比尔扎伊-杜宾吉艾支要比较成功一些，但在1695年卢德维卡·卡罗丽娜·拉齐维乌逝世后，这一支系也断绝了。 
内斯维治-克莱茨克-奥利卡支最为成功，并被进一步分化，确保各支系在血缘传承和头衔传递中的清晰性和特异性。自18世纪起，拉齐维乌家族成员都是这一支系的。“黝黑的”米克瓦伊的三个儿子，“孤独的”米克瓦伊·克雷什托夫、阿尔布列希特和“虔诚的”米克瓦伊被称为三个更小支系的祖先。这三个支系在下面列出：
- 内斯维治支
- 老克莱茨克支
- 奥利卡支

其中前两支分别在1656年和1690年断绝。内斯维治支的直系后代，多米尼克·谢洛尼姆之子，亚历山大·多米尼克是在其父母结婚之前生下的，建立了所谓的加利西亚支，而这一支在1938年断绝。小克莱茨克支源于米哈乌·谢洛尼姆，而这一支系由他的儿子路德维克·米克瓦伊继承。他的另一个儿子安东尼·亨里克建立了所谓的奥尔迪南特支。除了奥尔迪南特支，源于小克莱茨克支的分支还包括希德沃维茨支系和波沃内奇卡支系，还有齐亚特瓦瓦支系、贝尔德希夫支系与日尔穆努夫支系。小克莱茨克支系延续至今。

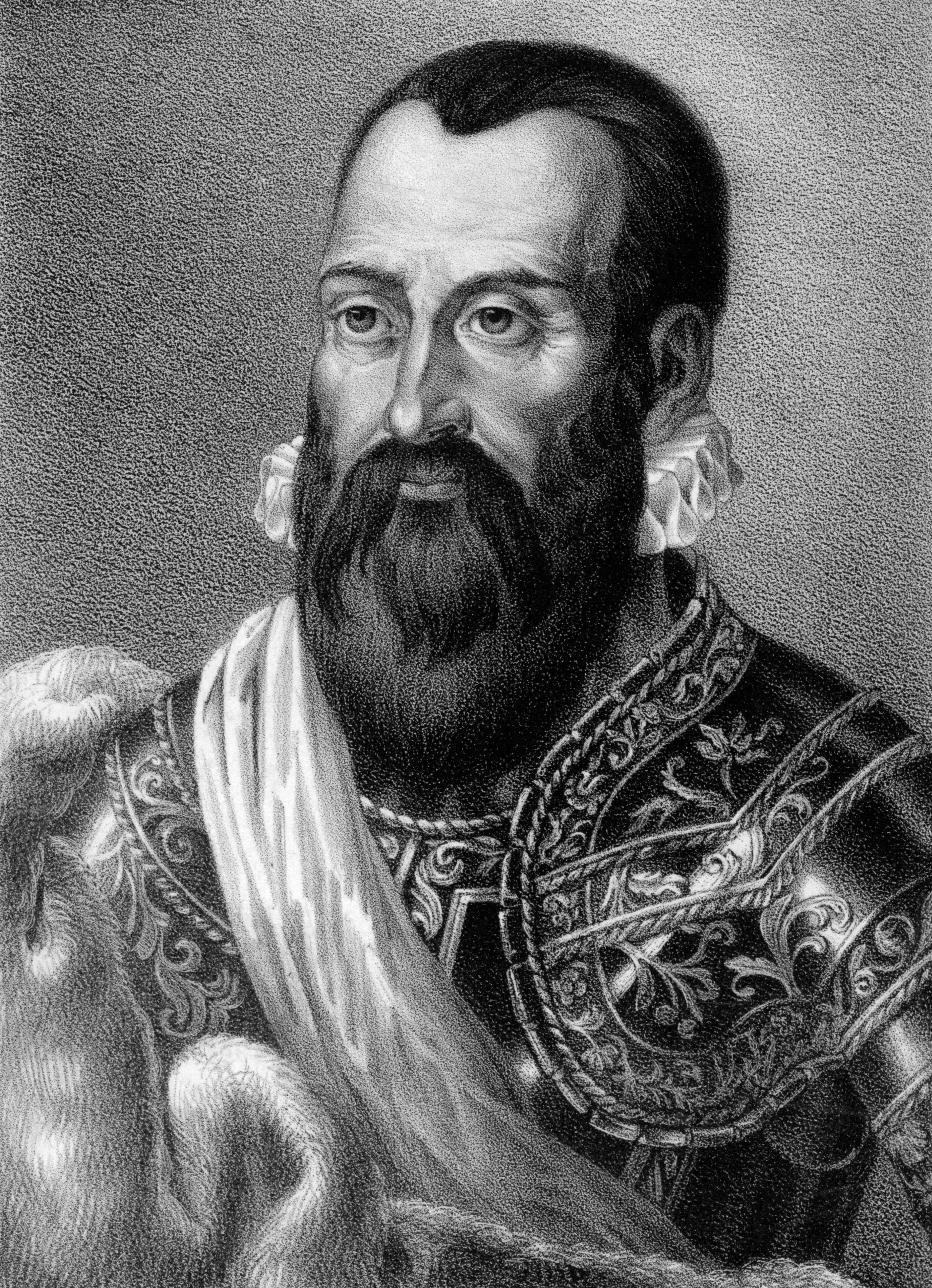
“黝黑的”米克拉斯·拉德维拉，也许是拉齐维乌家族最具影响力的家族成员。米克拉斯·拉德维拉联合其他人反对立陶宛与波兰之间的卢布林联合

- 内斯维治支
  - 加利西亚支
- 小克莱茨克支
  - 奥尔迪南特支
  - 希德沃维茨-波沃内奇卡支
  - 齐亚特瓦瓦-贝尔德希夫-日尔穆努夫支

## 纹章与家族格言
家族的一名祖先克里斯蒂纳斯·阿斯蒂卡斯在1413年的霍洛德沃联合后，与其他贵族一同采用了被称为“特兰比”（Trąby）的纹章，并将这个纹章传承下去。这个标志随后成为了拉齐维乌家族的纹章。
1518年，米卡洛尤斯·拉德维拉之子米克瓦伊得到了戈尼阿兹和梅特利艾亲王（Reichsfürst）的世袭头衔，并在在维也纳召开的雅盖隆-哈布斯堡会议后得到了神圣罗马帝国皇帝马克西米连一世的承认。另外，他得到了扩大，且更为正式的纹章。作为神圣罗马帝国的亲王，拉齐维乌家族成员的纹章上饰有一只黑鹰，这只黑鹰胸上饰有一个盾，盾上有三枚“特兰比纹章”。家族格言是“我们接受上帝的忠告”（羅馬化：Boh nam rajić）。
1547年，米克瓦伊·“黝黑的”·拉齐维乌和他的兄弟扬被神圣罗马帝国皇帝查理五世赐予内斯维治和奥利卡亲王的世袭头衔。而他的堂亲米克瓦伊·“红色的”·拉齐维乌也得到了比尔扎伊和杜宾吉艾 亲王的头衔。这些赐予他们和他们子孙的头衔在1549年得到了波兰国王齐格蒙特二世·奥古斯特的承认。 这个头衔在“施拉赫塔”之间较为罕见。包括拉齐维乌家族在内的5个波兰家族得到了神圣罗马帝国授予的亲王头衔。

## 国籍
拉齐维乌家族曾被大体上称为波兰立陶宛贵族家族，但是，他们的国籍曾是论战的焦点。这场论战主要因为在家族中的很多人在世时，基于种族的现代国籍观念还未完全发展，且那时“白俄罗斯”、“立陶宛”和“波兰”的地理意义要比现在宽泛得多。家族中的很多人是在波兰立陶宛联邦的文化中受教育的，波兰立陶宛联邦是一个多元化国家，其疆域包括现在的波兰、立陶宛、拉脱维亚、白俄罗斯和乌克兰。

## 宗教
拉齐维乌家族也因为宗教形成新的分支。随着波兰宗教革命，拉齐维乌家族的两个支系昄依加尔文主义。其中一个支系内斯维治-克莱茨克-奥利卡支直到“黝黑的”米克瓦伊的子女在世纪末前昄依天主教之前，已有两代为加尔文教徒。而比尔扎伊-杜宾吉艾支直到一个世纪后支系断绝前，支系成员都保持着新教信仰。 “黝黑的”米克瓦伊和“红色的”米克瓦伊都是立陶宛大公国新教热忱的赞助人与积极的参与者。米克瓦伊·“黝黑的”·拉齐维乌两次支持将新教圣经译为波兰语，而其中一次完成，被称为《拉齐维乌圣经》（也被称为《布列斯特圣经》，Biblia Brzeska），这本圣经在1564年于布列斯特镇出版。他在1565年逝世，这被视为立陶宛新教事业的严重损失。但是，“红色的”米克瓦伊通过建造，利用土地资助几所教会与学校继承他堂亲的事业。

## 政治
家族中的一些著名人物投身于内政及国外政治领域。他们活跃于立陶宛大公国的政治中，而其重要性体现在该家族与白俄罗斯、乌克兰、波兰、立陶宛大公国、萨莫吉希亚和罗斯等地的知名贵族，譬如扎斯瓦夫斯基家族、罗汉廷斯基家族、卢科姆斯基家族和奥尔尚斯基-多布罗维茨基家族等家族之间的关系。拉齐维乌家族在1385年签署克雷沃联合后作为国家的精英加入贵族的剩余部分。 
拉齐维乌家族的重要性可以在安娜与波兰最大公国的拥有者——马佐夫舍公爵康拉德三世·鲁迪结婚这件事中体现出来。1550年，拉齐维乌家族的一名家族成员与齐格蒙特二世·奥古斯特结婚，并因此成为波兰王后。后来拉齐维乌家族不仅与波兰、白俄罗斯、立陶宛贵族家族，譬如桑古什科家族、萨佩哈家族或霍德凯维奇家族等建立家族关系，也与王室，譬如维希尼奥维茨基家族、索别斯基家族和莱什琴斯基家族等家族联姻。
拉齐维乌家族的政治地位在16世纪得到提高。1515年，米克瓦伊作为一个由齐格蒙特一世领导的代表团的成员，参与普列斯堡和维也纳的第一次维也纳会议，在那里皇帝马克西米连一世会见了波兰、匈牙利和波西米亚的国王。另外，“黝黑的”米克瓦伊在大亲王出使国外时，是后者的代理人。从那时起，拉齐维乌家族也得到了在内斯维治维护法条和其他国家文件的权力。
直到17世纪前半期，拉齐维乌家族都是立陶宛大公国权贵家族中最具影响力，最富有的家族。这使得他们能够拥有自己的军队，而其他家族只有很少才能如此。1528年，拉齐维乌家族拥有18240间房屋，因此能够供养人数为760人的骑兵队。1567年，拉齐维乌家族的房产已增至28170间房屋，而他们也拥有骑兵数达939人，步兵数达1586人的军队。在18世纪，举例来说，谢洛尼姆·弗洛里安·拉齐维乌就有6000兵马，整个立陶宛大公国的武装部队的兵数也不过如此。
拉齐维乌家族的家族成员在共和国和立陶宛大公国身居高位。8位大臣、7位指挥官、15位城主、19名元帅、19名省长都是出身于拉齐维乌家族。拉齐维乌家族是立陶宛大公国议会与法庭的成员。他们在军事上职位也很高，并参与了利沃尼亚战争、1654年至1667年的俄波战争、北方战争，还参与了科希丘什科起义、拿破仑战争。米哈乌·盖德翁·拉齐维乌是十一月起义的总司令，而他的堂亲斯坦尼斯瓦夫·拉齐维乌是总司令约瑟夫·毕苏斯基的副官。
拉齐维乌家族在国际上也很重要，这可以在该家族与德国亲王家族的联姻可看出，这种亲缘关系在奥利卡的阿尔布雷希特·拉齐维乌与库尔兰公主安娜结婚时被第一次建立。这样的裙带联盟在17世纪与18世纪得到延续。在波兰立陶宛联邦于18世纪末被三次瓜分后，拉齐维乌家族所有的城镇和庄园也遭到俄罗斯、普鲁士和奥地利的瓜分。但是这三个国家都承认拉齐维乌家族的亲王身份和其家族成员对家族财产的所有权。拉齐维乌家族的很多人依旧在内政与军事上握有很大权力。他们与普鲁士国王斐迪南、卡斯提尔公爵和阿尔德林和维特根斯坦亲王有着亲缘关系。拉齐维乌家族的重要性可以在斯坦尼斯瓦夫·阿尔布列希特是国联临时代理大使这件事上看出来。

## 财富

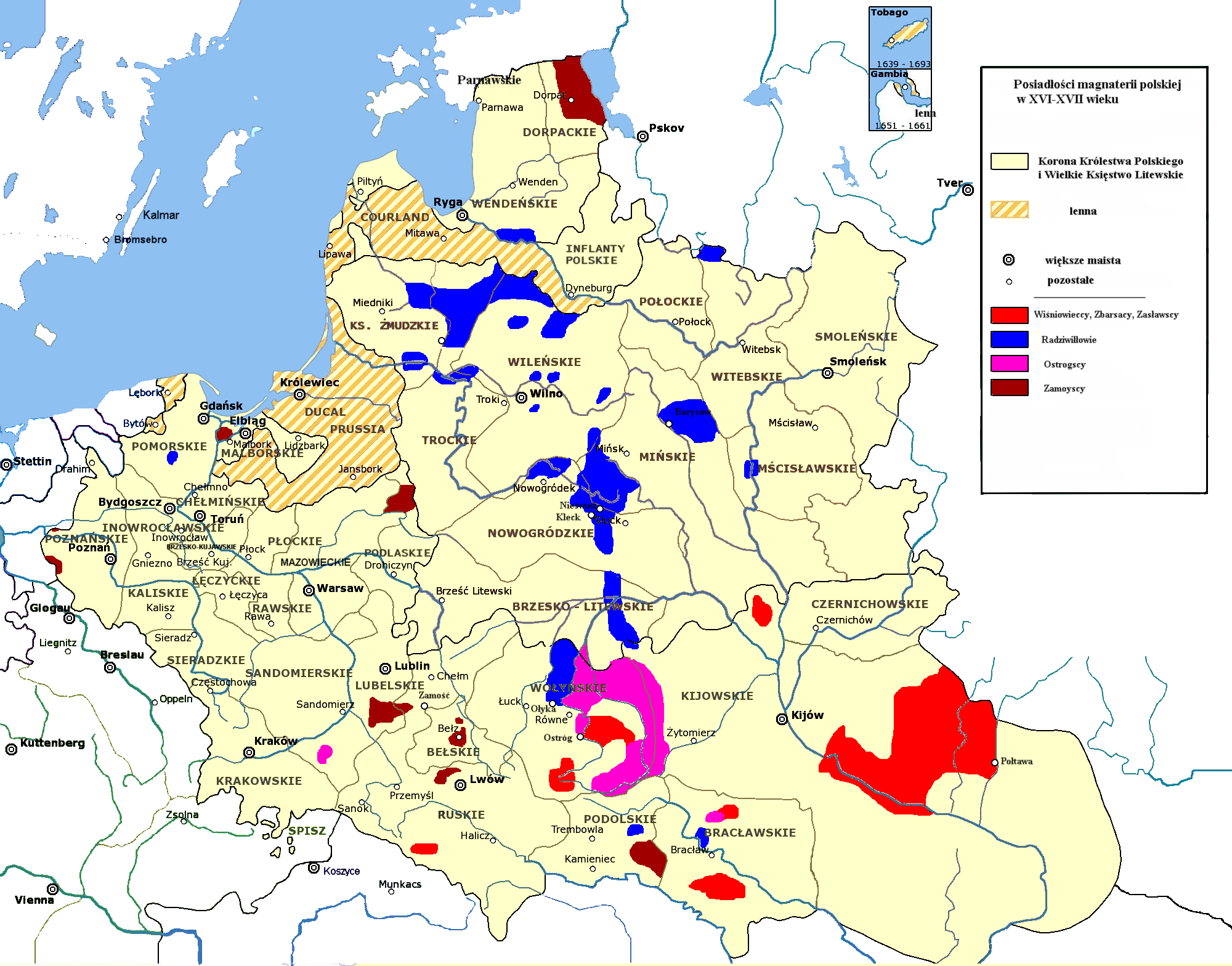
图中深蓝色者为拉齐维乌家族财产

拉德维拉·阿斯蒂卡斯的儿子米卡洛尤斯·拉德维拉建立的一个家族日后成为了强大的权贵家族，这个家族被认为是立陶宛大公国和后来的波兰立陶宛联邦最著名的权贵家族之一。 
拉齐维乌家族保持其重要性和贵族身份达500年。在这几个世纪里，这个家族的代表成为立陶宛的独立自主的保护者，阻止波兰从政治上，俄罗斯从军事上侵犯立陶宛的主权。从15至16世纪起，到1939年二战开始，他们获得并保持了大量的财富与巨大的影响力。拉齐维乌在波兰黄金时代达到了其重要性与权力的巅峰。但是，因为大洪水时代亚努什·拉齐维乌的叛国行为，家族丧失了其大多数财富与权力。 
拉齐维乌家族的财力可与王室家族相比。总体上，拉齐维乌家族拥有23座宫殿、426个大大小小的城镇、2032座庄园和10053个村庄。在白俄罗斯，他们拥有的城镇包括哈拉尼奥尼、达维德-哈拉多克、克莱茨克、捷尔任斯克、科佩斯、达赫瓦、米尔、内斯维治、查尔瑙齐基和什楚钦；在乌克兰，该家族拥有奥利卡以及沃尔希连省（波兰语：wojewodztwo）的大量城镇；在波兰，谢德沃维茨与桑多梅日省的几个村庄是该家族的财产；而在立陶宛，比尔扎伊、杜宾吉艾、肯代尼艾和其他城镇都为该家族所有。
戈尼阿兹-梅特利艾支在15世纪至16世纪拥有戈尼阿兹、宰格拉德和波兰的波德拉奇亚低地。1612年，斯武茨克公国被移交给拉齐维乌家族。布列斯特、阿什米亚尼、克雷乔、利达、马吉尔和其他行政区（starostwos）也被划为拉齐维乌家族财产。拉齐维乌家族的成员自出生起便是这些领地的长官（starostas）。
1586年，“黝黑的”米克瓦伊的子嗣决定按照奥尔德纳特法来将他们的财产继承下去，这个方法让他们的私人财产只能由他们的男性后代继承。内斯维治、克莱茨克和奥利卡的奥尔德纳特法继承区因此建立。19世纪，达维德-哈拉多克和普列戈齐采奥尔德纳特法继承区也随后建立。其他财产依然能够由女性后代继承或遗赠。根据所属地区的重要程度和大小，这些土地被称作封邑（内斯维治、奥利卡、比尔扎伊、杜宾吉艾、卡佩尔、斯武茨克、斯塔尔伊-恰尔托雷斯克、斯塔雷-兹巴拉兹、戈尼阿兹和梅德莱）、伯国（米尔、比亚瓦-波德拉斯卡、捷尔任斯克、科佩斯、扎布武杜夫、肯代尼艾、佐尔科夫、波莫扎尼、贝雷卡门、克拉日艾）、或地区（涅韦尔、克拉斯诺耶、谢别日、穆斯宁凯、谢列亚、霍洛多克、索伯莱夫、斯洛瓦蒂奇、鲁柴、科尔基、维亚钦、拉法武夫卡、日米格罗德、别洛杰罗、亚姆波尔、舒姆斯克、斯沃尔任、德里斯维亚提、纳利博基）。
在奥利卡支和老克莱茨克支断绝后，他们的财产被继承给内斯维治支。随着未留下子嗣的多米尼克·谢洛尼姆在1813年去世，内斯维治支也丧失了继承奥尔德纳特法继承区的权力。多米尼克·谢洛尼姆之子亚历山大·多米尼克是在他们父母婚前生下的，因此没有头衔和继承其祖先的财产的权利。他和他的后代的亲王头衔得到了奥地利帝国的承认。因此，内斯维治和奥利卡奥尔德纳特法继承区落入小克莱茨克支的手中。这三个拉齐维乌支系的奥尔德纳特法继承区最后成为了一个支系的财产，也就是说，这些财产由米哈乌·谢洛尼姆之子——克莱茨克的路德维克与内斯维治和奥利卡的安东尼·亨利克继承。安东尼·亨利克的后代从小克莱茨克支分开，成立了奥尔德南特支，除了内斯维治、克莱茨克和奥利卡这三个较老的奥尔德纳特继承区外，他们还继承了普列戈其采和达维德-哈拉多克。
拉齐维乌家族總共建造了23个城堡。其中防御最好的是位于内斯维治、奥利卡、比尔扎伊、比亚瓦、斯武茨克、佐尔科夫、波莫扎尼和佐洛奇夫的城堡。在瑟姆召开地（华沙、赫罗德纳）、特别法庭的举办地（维尔纽斯、卢布林、那瓦赫鲁达克）、拥有拉齐维乌家族庄园的省份的省会（明斯克和利沃夫），以及拉齐维乌家族在经济上活跃的城市（格但斯克、弗罗茨瓦夫），都有拉齐维乌家族建造的宫殿。在19世纪到二十世纪间，拉齐维乌家族在欧洲各国首都，譬如维也纳、德累斯顿、柏林和巴黎都拥有财产。建筑在拉齐维乌家族土地中心的公馆反映了该城镇在该家族历史上的重要程度。白俄罗斯的内斯维治就有这样的一个公馆，这个城镇在18世纪发展为最重要的一个家族城镇。

## 家宅
拉齐维乌家族世世代代住在那些著名的历史性建筑中。拉齐维乌家族拥有总共23座宫殿。其中最著名的是：

拉齐维乌家族住宅性城堡
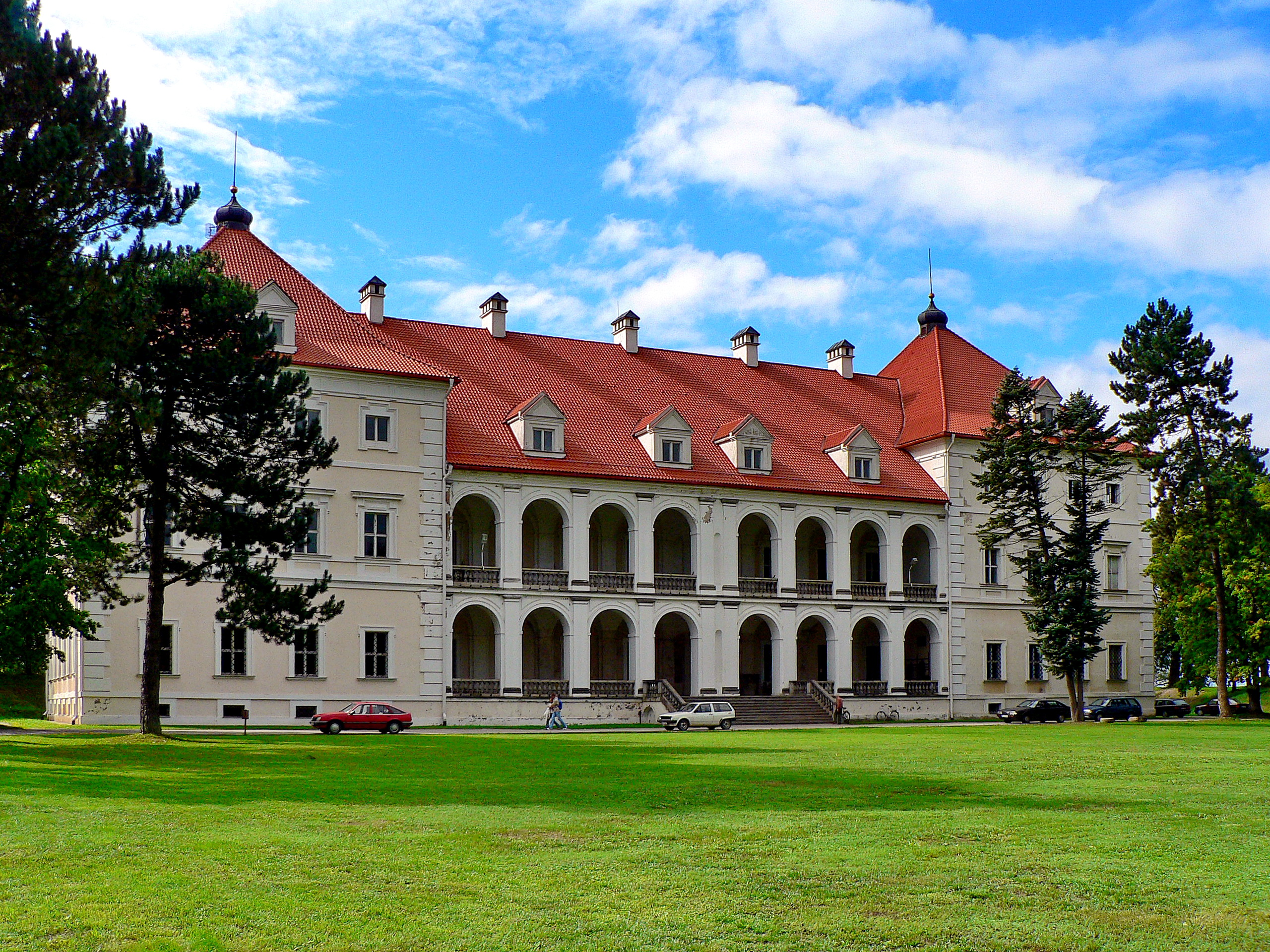
比尔扎伊城堡
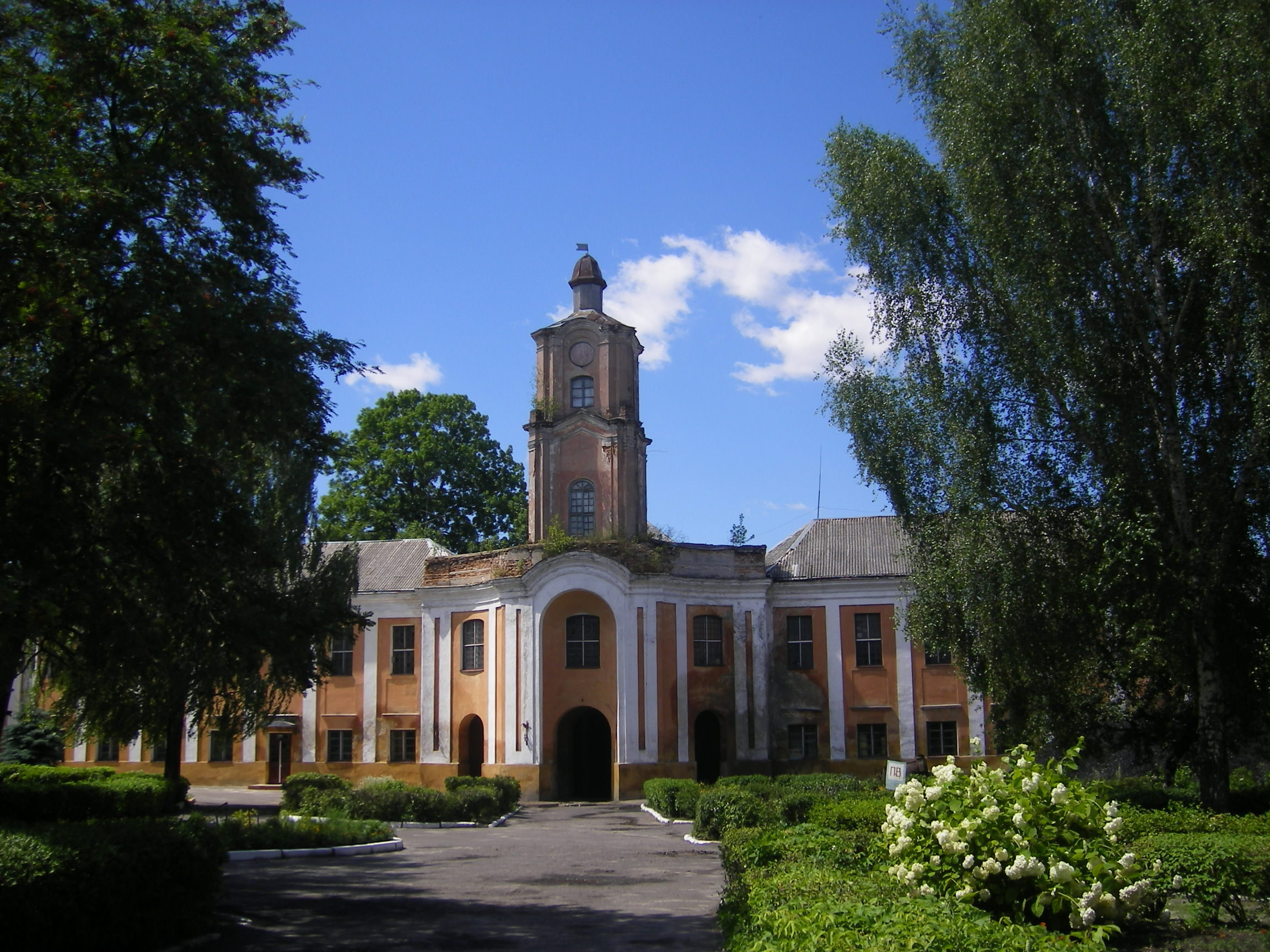
奥利卡城堡
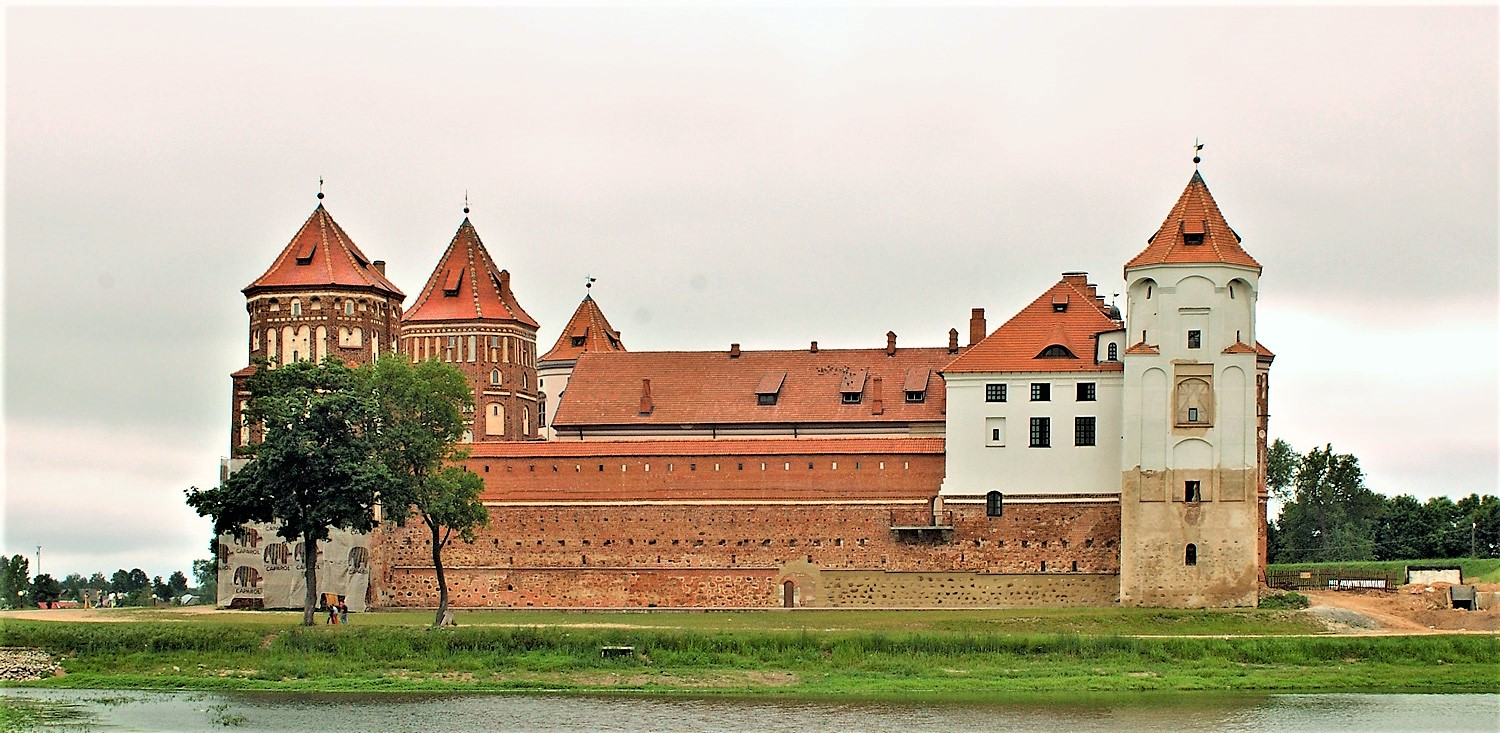
米尔城堡
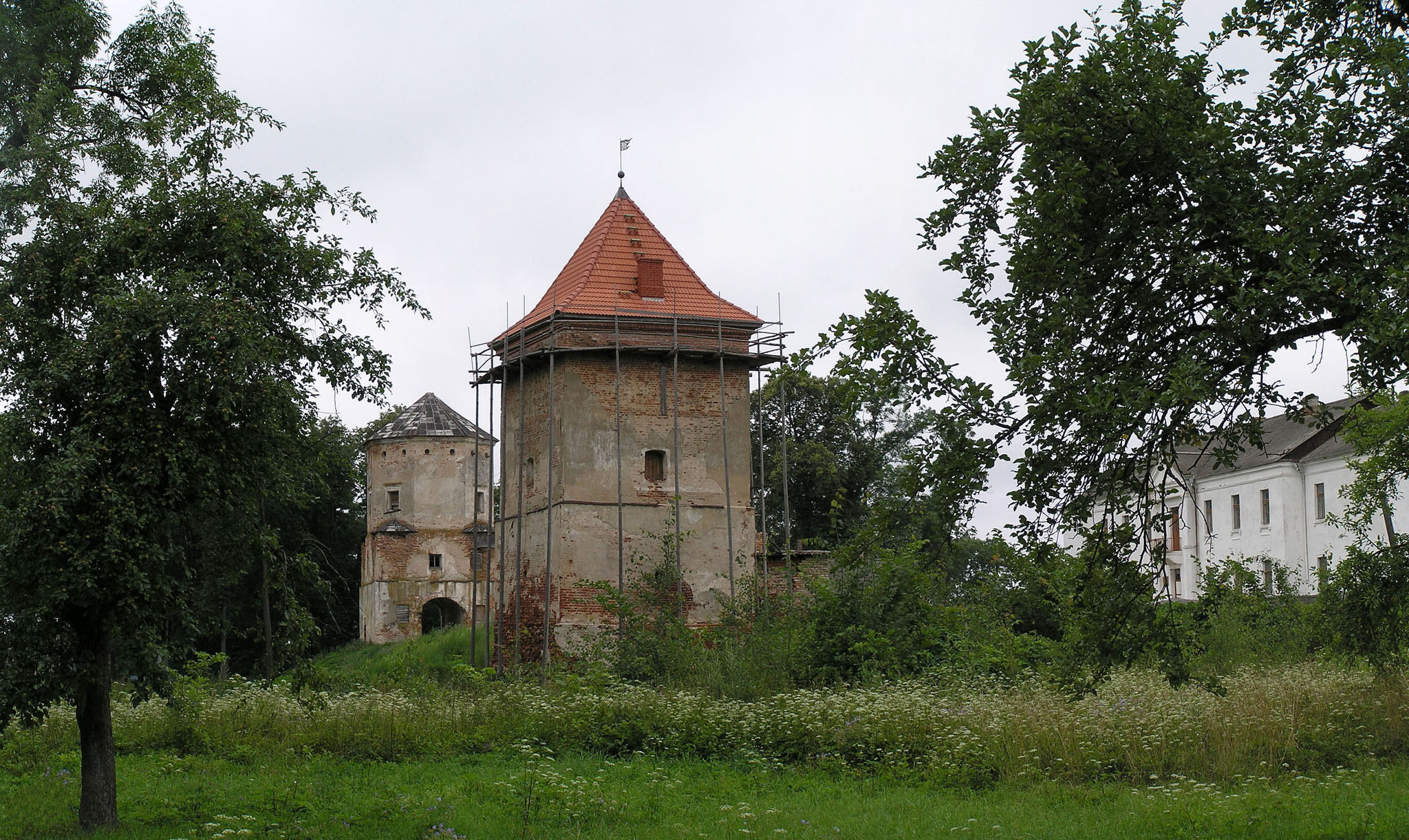
卢布恰城堡
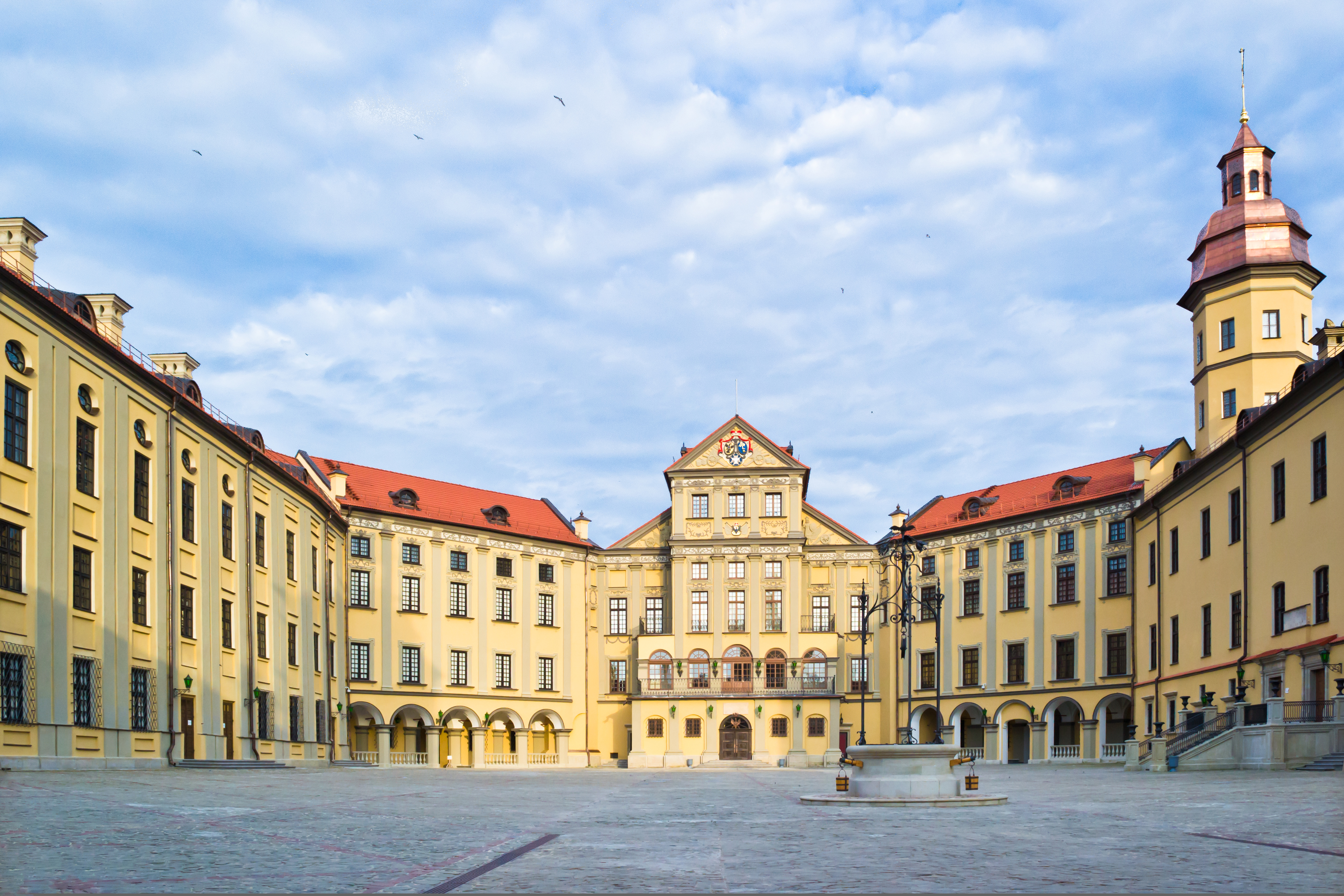
内斯维治城堡

- 比尔扎伊城堡 ——这座地堡型的城堡是在1586年由“雷电”克雷什托夫·米克瓦伊下令修建的，在1589年完工。这座城堡在17世纪后期比尔扎伊-杜宾吉艾支系从杜宾吉艾迁到比尔扎伊后，成为了该支系的主要据点。1625年波瑞战争期间，这座城堡被摧毁并被占领。家族在1626年重夺城堡，并在1662年至1669年年间重建，将这座城堡按照文艺复兴风格重建。在1704年与瑞典的下一次战争中，这座城堡与它的防御一齐被摧毁并被荒废。19世纪初，这座城堡被卖给蒂什凯维奇家族。[14]
- 杜宾吉艾城堡——这座砖石城堡在1508年由耶日修建，后来被家族改为文艺复兴风格的。这座城堡在17世纪后期前，是比尔扎伊-杜宾吉艾支系的主要据点。在耶日去世后，他的儿子“红色的”米克瓦伊继承这座城堡，让这座城堡附近的城镇成为了立陶宛宗教改革的忠心。波瑞战争中，这座城堡遭到忠于波兰国王的军队的掠夺，被从博古斯瓦夫手中没收。这座城堡在17世纪后期重回家族手中。在1620年前，亚努什一世在这座城堡附近另修了一座陵墓。最近发现，这座陵墓埋葬了几位家族成员，其中包括“黝黑的”米克瓦伊、他的妻子埃尔日别塔·希德沃维茨卡、“红色的”米克瓦伊、和这座陵墓的建造者——亚努什一世。[15] 它在1808年也被卖给了米哈乌·蒂什凯维奇。
- 卢布查城堡——这是亚努什二世手中的加强城堡，这座城堡得到了3座石塔的增强。 1655年，俄波战争时，这座城堡遭到由伊凡·佐洛塔伦科指挥的哥萨克的围攻与摧毁。它随后被送给另一群人。
- 米尔城堡群——这座在1568年为“孤独的”米克瓦伊·克雷什托夫所有的哥特式城堡在完工时是文艺复兴风格的。城堡群在1655年和1706年两次遭到瑞典人的摧毁。重建后，“我亲爱的先生”卡罗尔·拉齐维乌得到了这个城堡群。这个城堡群在拿破仑时期遭到严重的破坏，并荒废了一个世纪，直到其在19世纪末得到修复。在1813年多米尼克·谢洛尼姆去世后，这个城堡群被他的女儿丝特法妮娅继承。丝特法妮娅与路德维希·祖·赛因-维特根斯坦-贝勒伯格结婚，因此这个城堡群由他们的后代继承。
- 内斯维治城堡——这座城堡在1533年时开始属于拉齐维乌家族，当时基什卡家族断绝，这座城堡也就授予“黝黑的”米克瓦伊和他的兄弟扬了。立陶宛文献在1551年被搬到这座城堡。1582年，“孤独的”米克瓦伊·克雷什托夫开始按照一座已存在的中世纪城堡的结构，修建一座城堡，而那座原型城堡被改为文艺复兴-巴洛克式样建筑了。这座城堡在1604年完工，半个世纪后，这座城堡又加装了一座长廊。在1706年的大北方战争中，这座城堡遭到洗劫，防御遭到摧毁。几个世纪后，拉齐维乌家族彻底翻修并扩大了这座城堡。1770年，俄军围攻了这座城堡，而家族遭到驱逐。不久，立陶宛文献被运到圣彼得堡，从宫殿中得到的文艺品中的大多数被分给多个俄罗斯贵族。这座城堡因无人照料，年久失修。拉齐维乌家族重新获得，并修复这座城堡。1881年至1886年间，安东尼·亨里克和他的妻子玛丽·德·卡斯特拉装修了城堡内部，并设计了一个英式田园花园。1939年，拉齐维乌家族再次被入侵的红军驱逐出城堡。在城堡中有一座科尔普斯-克里斯蒂教堂，里面有72位家族成员的棺材，这些棺材为单层桦木制棺材，上面绘有特兰比纹章。
- 奥利卡城堡——内斯维治-克莱茨克-奥利卡支系的一个主要据点，这座城堡由“黝黑的”米克瓦伊建造，继承给了他的儿子“虔诚的”斯坦尼斯瓦夫。这座城堡在18世纪得到扩大。因为多米尼克·谢洛尼姆参与拿破仑的军队，俄罗斯政府从家族中夺走了这座城堡。19世纪末，拉齐维乌家族重夺这座城堡。
- 帕茨-拉齐维乌宫——这座宫殿是多米尼克·米克瓦伊在17世纪末时修建的。拉齐维乌家族在19世纪初前，一直拥有这座宫殿，除了在1744年到1759年年间和1762年到1775年年间。在1757年左右，这座宫殿中建了办公室。在1794年华沙起义时，这座宫殿被部分破坏。在1807年至1809年普鲁士占领时期，这座宫殿没被占领的部分成了剧场，后来成了掩体和传染病院。这座宫殿在1825年被卢德维克·米哈乌·帕茨购买。这座宫殿位于苗多瓦街15号，现在属于波兰共和国卫生部。
- 柏林拉齐维乌宫——位于威廉街77号的城市宫殿。1869年，普鲁士政府从安东尼·亨里克那里购买了这座宫殿，被用作帝国总理府。
- 维尔纽斯拉齐维乌宫——这座宫殿很像“黝黑的”米克瓦伊在同一位置建立的木质维尔纽斯公馆，但是现在的宫殿是在1635年由亚努什下令修建的，在1653年完工。在17世纪末的各个战争中，宫殿未被占领。1807年，多米尼克·谢洛尼姆将这座宫殿捐献给慈善家协会。现在立陶宛艺术博物馆的一个部门位于这里——维尔尼奥斯街22号。在一座大厅中，人们可以看到拉齐维乌家族的165幅人物像。这些画由米哈乌·卡齐米日·“雷本科”委托给艺术家H.雷博维斯茨绘制。[16]
- 华沙拉齐维乌宫——这座宫殿在1574年被米哈乌·卡齐米日·拉齐维乌从卢博米尔斯基家族手中购买，内斯维治-克莱茨克-奥利卡支系拥有这座宫殿达144年，直到多米涅克·谢洛尼姆在1813年去世且无子嗣。1818年，波兰议会王国政府购买了这座宫殿。这里现在是波兰共和国总统官邸。

## 拉齐维乌家族成员
拉齐维乌家族的重要成员包括：

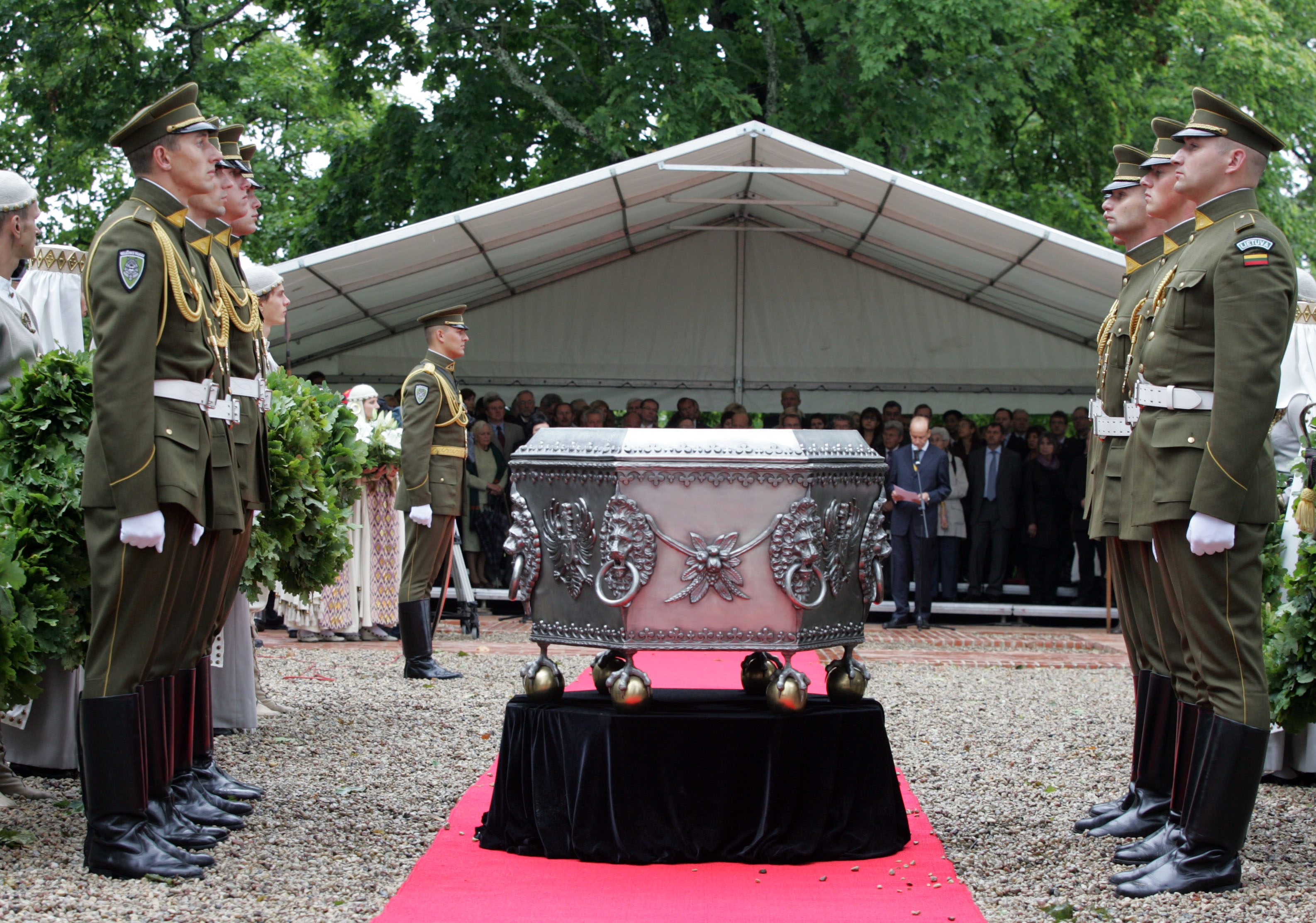
立陶宛杜宾吉艾的拉德维拉家族葬礼仪式

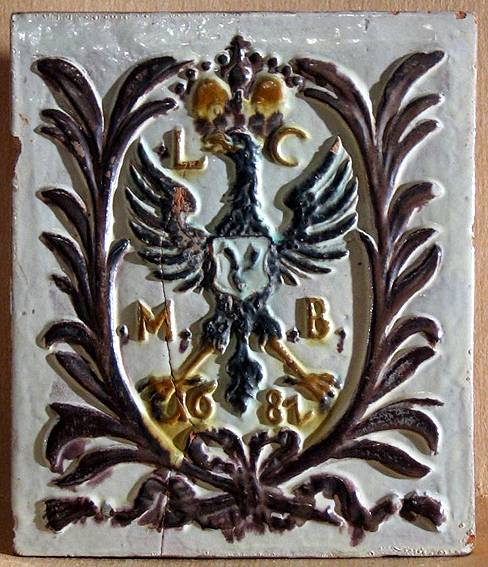
比尔扎伊城堡17世纪的标牌，上面有拉齐维乌家族家纹和卢德维卡·卡罗丽娜·拉齐维乌姓名的首字母

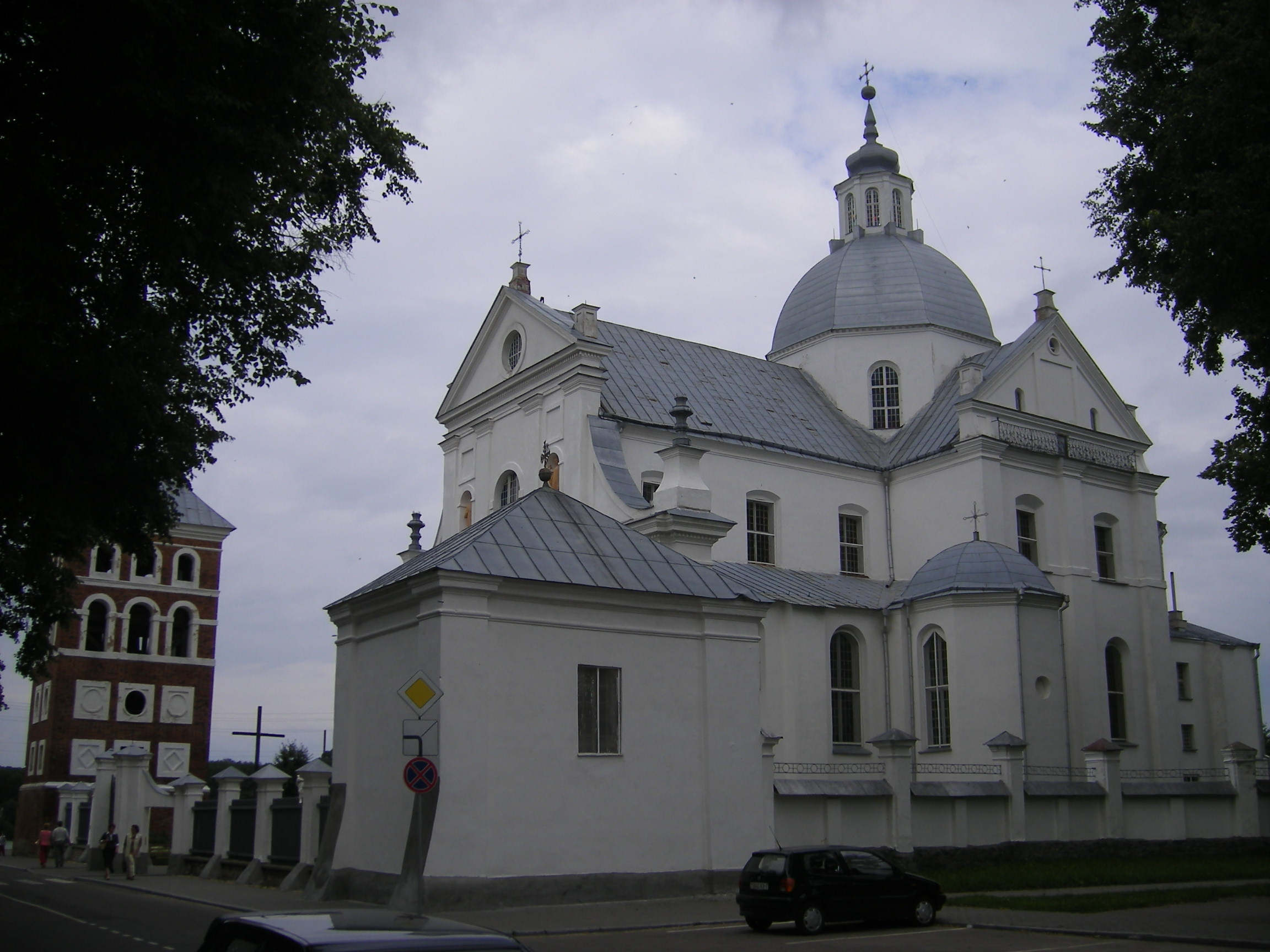
内斯维治科尔普斯-克里斯蒂教堂（1587年-1593年） ，拉齐维乌家族的家族墓地

- 米卡洛尤斯·拉德维拉（约1450年-1509年），省长，大臣
- 米克瓦伊·拉齐维乌（1470年-1521年），大臣
- 耶日·拉齐维乌（1480年-1541年），指挥官，省长，城主，元帅
- 米克瓦伊三世·拉齐维乌（约1492年-1530年），萨莫吉希亚主教
- 米克瓦伊·“红色的”·拉齐维乌（1512年-1584年），指挥官，大臣
- 米克瓦伊·“黝黑的”·拉齐维乌（1515年-1565年），元帅，大臣，在领地内享有王权的伯爵

自1515年起，上述两位米克瓦伊和其所属的拉齐维乌家族获得神圣罗马帝国的亲王头衔 
- 芭芭拉·拉齊維烏（1520年-1551年），波兰王后
- 米克瓦伊七世·拉齐维乌（1546年-1589年），侍从
- 克日什托夫·米科瓦伊·“雷电”·拉齐维乌（1547年-1603年），指挥官
- 米克瓦伊·克雷什托夫·“孤独的”·拉齐维乌（1549年-1616年），省长，元帅，城主，亲王
- 格热格日·拉齐维乌（1558年-1600年），克拉科夫红衣主教（1591年-1600年）
- 克蕾斯蒂娜·拉齐维乌（1560年-1580年）
- 格热格日·拉齐维乌（1578年-1613年），城主
- 亚努什·拉齐维乌（1579年-1620年），城主
- 克雷什托夫二世·拉齐维乌（1585年-1640年），指挥官
- 阿尔伯特三世·拉齐维乌（1589年-1636年），城主
- 阿尔布列希特·斯坦尼斯瓦夫·拉齐维乌（1595年-1656年），大臣
- 亚努什·拉齐维乌（1612年-1655年），指挥官，省长
- 博古斯瓦夫·拉齐维乌（1620年-1669年）
- 米哈乌·卡齐米日·拉齐维乌（1625年-1680年），指挥官，大臣
- 卢德维卡·卡罗丽娜·拉齐维乌（1667年-1695年）
- 卡罗尔·斯坦尼斯瓦夫·拉齐维乌（1669年-1719年），立陶宛总理大臣
- 卡塔日娜·芭芭拉·拉齐维乌（1693年-1730年）
- 米哈乌·卡齐米日·“雷本科”·拉齐维乌（1702年-1762年）
- 卡罗尔·斯坦尼斯瓦夫·“我亲爱的先生”·拉齐维乌（1734年-1790年），维尔纽斯省省长和巴尔联盟元帅
- 拉齐维乌·亨利克·拉齐维乌（1775年-1833年），管家
- 米哈乌·盖德翁·拉齐维乌（1778年-1850年），议员，将军
- 伊丽莎白·拉齐维乌，威廉一世的表姑妈与情人
- 康斯坦丁·拉齐维乌（1850年-1920年），与露易丝·布兰——蒙特卡洛赌场创始人弗兰斯瓦·布兰之女结婚，蒙特卡洛
- 莱昂·拉齐维乌，康斯坦丁的儿子，一战英雄，阿蒙农维拉城堡主人，马尔塞·普鲁斯的朋友与模特
- 露易丝·拉齐维乌（1877年-1942年），莱昂的姊妹，与杜多维尔公爵阿尔曼·德·拉·鲁舍富科尔结婚
- 凯瑟琳·拉齐维乌（1858年-1941年），波兰公爵夫人，终身骚扰塞西尔·罗兹并导致对方崩溃
- 亚努什·拉齐维乌（1880年-1967年），参议院议员
- 斯坦尼斯瓦夫·阿尔布列希特·拉齐维乌（1914年-1976年），与第一夫人杰奎琳·肯尼迪的妹妹卡罗琳·丽·波维尔结婚
- 克雷什托夫·米克瓦伊·拉齐维乌（1898年-1986年），绰号“红亲王”，共产党时期的瑟姆议员
- 安娜·拉齐维乌（1939年-2009年），波兰议员，部长，国务卿
- 乔治·安德鲁·多米尼克·耶若米·彼得·莱昂·拉齐维乌（1942年 – 2001年）
- 康斯坦丁·拉齐维乌（1958年-），波兰医生
- 安东尼·拉齐维乌（1959年-1999年），美国制片人
- 安娜·克里斯蒂娜·拉齐维乌（1960年-），斯坦尼斯瓦夫·拉齐维乌与卡洛琳·丽·波维尔（丽·拉齐维乌）之女，安东尼的姊妹
- 妮可·玛丽·拉齐维乌（1976年-），美国教授和技术专家
- 罗扎十六世·拉齐维乌，现为罗扎·布罗尔-普拉特尔（生于1934年12月25日），波兰公主
- 克雷什托夫·康斯坦丁·拉齐维乌

## 延伸阅读
- DiFalco Radziwill, Carole. What Remains: A Memoir of Fate, Friendship, and Love. New York: Scribner, 2005. ISBN 0-7394-5873-6
- Jędruch, Jacek. Constitutions, Elections and Legislatures of Poland 1493–1993: A Guide to Their History. New York: Hippocrene Books, 1998. ISBN 0-7818-0637-2.
- Jankauskas, R. Identification of Radvilos (Radziwill) family (16–17th C.C.) burial in former Dubingiai castle, Lithuania. Forensic Science International, Volume 169, Issue null, Pages S48-S48.
- Kozłowski, Eligiusz and Maria M. Radziwiłł Potocka. Z Moich Wspomnień: Pamiętnik. London: Veritas Foundation Publication Centre, 1983.
- Kubilius, Jonas. A Short History of Vilnius University. Vilnius: Mokslas, 1979.
- Lubamersky, Lynn. Women in family politics: the Radziwiłł family of Zdzięcioł in the history of the Polish-Lithuanian commonwealth, 1733-1763. Bloomington: Indiana University, 1998.
- Lubamersky, Lynn. National Self-Perception Among the Lithuanian Nobility: Evidence from the Radziwiłł family. Journal of Baltic Studies, 2001.
- Moniatowicz, Janusz, Włodzimierz Piwkowski, and Teresa Żółtowska-Huszcza. Arkadia: the Romantic Garden of Helena Radziwiłł. Boston: Voyager, 1995. ISBN 83-85496-32-7
- Moniatowicz, Janusz and Włodzimierz Piwkowski. The Radziwiłł Palace in Nieborów: the Arcadia Gardens. Jelenia Góra: Moniatowicz Foto Studio, 2004. ISBN 83-87732-04-4
- Musteikis, Antanas. The Reformation in Lithuania: Religious Fluctuations in the Sixteenth Century. Vol 246. Boulder, Colorado: East European Monographs, 1988. ISBN 0-88033-143-7
- Nowakowski, Tadeusz. The Radziwills: the Social History of a Great European Family. New York: Delacorte Press/S. Lawrence, 1974. ISBN 0-440-07340-5
- Radziwill, Michael. One of the Radziwills. London: John Murray Publishers Ltd, 1971. ISBN 0-7195-2192-0
- Wylie, James A. The History of Protestantism. 4 vols. Rapidan, Virginia: Hartland Publications, 2002. ISBN 0-923309-80-2
- Savicka, Aida. Lithuanian Identity and Values. San Antonio, Texas: CRVP, 2006. ISBN 1-56518-236-7